# Jörg Vaihinger
Jörg Vaihinger (ur. 8 października 1962 w Dortmundzie) – niemiecki lekkoatleta specjalizujący się w długich biegach sprinterskich, trzykrotny uczestnik letnich igrzysk olimpijskich (Los Angeles 1984, Seul 1988, Barcelona 1992), brązowy medalista olimpijski z Seulu w biegu sztafetowym 4 × 400 metrów. W czasie swojej kariery reprezentował również Republikę Federalną Niemiec.

## Sukcesy sportowe
- trzykrotny medalista mistrzostw RFN w biegu na 400 metrów: srebrny (1987) oraz dwukrotnie brązowy (1986, 1988)[1]
- trzykrotny złoty medalista mistrzostw RFN w sztafecie 4 x 400 metrów (1982, 1986, 1987)[2]

| Rok  | Miasto   | Zawody                      | Konkurencja                      | Wynik         |
| ---- | -------- | --------------------------- | -------------------------------- | ------------- |
| 1981 | Utrecht  | mistrzostwa Europy juniorów | bieg na 400 m sztafeta 4 × 400 m | brązowy medal |
| 1983 | Helsinki | mistrzostwa świata          | sztafeta 4 × 400 m               | srebrny medal |
| 1985 | Canberra | puchar świata               | sztafeta 4 × 400 m               | 4. miejsce    |
| 1988 | Seul     | igrzyska olimpijskie        | sztafeta 4 × 400 m               | brązowy medal |

## Rekordy życiowe
- bieg na 400 metrów – 45,52 – Stuttgart 03/08/1985
- bieg na 400 metrów (hala) – 46,58 – Sindelfingen 26/02/1989